# 밀도 행렬
양자역학에서 밀도 행렬(density matrix)은 어떤 양자상태들의 고전적인 의미에서 통계적인 분포를 나타내는 도구이다. 밀도 행렬은 대각합이 1인 에르미트 행렬이다. 이 기술 방식은 1927년 존 폰 노이만이 고안했다(레프 란다우와 펠릭스 블로흐도 독립적으로 고안했다고 한다). 밀도 행렬은 고전역학에서의 위상 공간 확률 측정과 유사하다. 밀도 행렬을 통해 통계적 설명하는 것에 대한 필요성은 앙상블을 고려하거나, 계의 이전 행적이 불확정하여 계가 어떤 순수한 양자상태에 놓여 있는지 확신하지 못할 때 발생한다.

## 통계적 방법의 필요성
양자역학에서는 상태 벡터 |ψ〉가 측정의 통계적 성질을 모두 기술한다. 어느 관측가능량을 하나 생각해보자. 이 관측가능량을 나타내는 연산자를 A 라 하면 기댓값 〈A〉은 다음과 같이 상태 벡터에 의해 정해진다.
{\displaystyle \langle A\rangle =\langle \psi |A|\psi \rangle }
예를 들어 임의의 상태 |ψi〉가 섞여있는 다음과 같은 상태
{\displaystyle |\psi \rangle =\sum _{i}c_{i}|\psi _{i}\rangle }
의 경우 A의 기댓값은
{\displaystyle \langle A\rangle =\sum _{i}|c_{i}|^{2}\langle \psi _{i}|A|\psi _{i}\rangle }
가 된다. 이 경우를, 우리는 섞인 상태의 위상 차이까지 알기 때문에 상태들의 결맞는 혼합 상태라 한다. 하지만 실제 실험에서는 각 상태들의 위상 차이까지를 알 수 있는 경우는 많지 않다. 예를 들어, 갓 달궈진 오븐에서 발사되는 은 원자의 상태는 완전 무작위적으로 나오기 때문에 위와 같이 위상 차이까지 알아내는 것은 불가능하지만, 각 상태들이 얼마만큼 나오는지는 알 수 있다. 때문에 상태의 선형 결합으로 계의 성질을 기술하는게 아니라 통계적 방법으로 성질을 기술하는 것이 필요하다. 즉, 각 상태가 나오는 확률을 wi 라 하면 A의 기댓값은
{\displaystyle \langle A\rangle =\sum _{i}w_{i}\langle \psi _{i}|A|\psi _{i}\rangle }
이 된다. 이러한 방법론적으로 양자역학을 접근할 때, 중요하게 사용되는 것이 밀도 연산자(density operator)
{\displaystyle \rho =\sum _{i}w_{i}|\psi _{i}\rangle \langle \psi _{i}|}
이며 이 때, A의 기댓값은 다음과 같이 나타난다.
{\displaystyle \langle A\rangle =\mathrm {tr} (\rho A)}

## 밀도 연산자
A의 기댓값을 다시 살펴보자. 기댓값을 상태 벡터가 아니라 행렬 연산으로 나타내기 위해 상태 공간의 완전한 기저 {|b〉}를 도입해 생각해보자.
{\displaystyle \langle A\rangle =\sum _{i,b,b'}w_{i}\langle \psi _{i}|b\rangle \langle b|A|b'\rangle \langle b'|\psi _{i}\rangle }
여기서, 맨 뒤 항을 맨 앞으로 가져오게 되면
{\displaystyle \langle A\rangle =\sum _{i,b,b'}w_{i}\langle b'|\psi _{i}\rangle \langle \psi _{i}|b\rangle \langle b|A|b'\rangle }
을 얻게 된다. 위 식의 앞부분의 두 항은 A에 무관하고, 오직 각 상태들의 분율과 상태 벡터에만 관계함을 알 수 있다. 우리가 다루는 계의 모든 정보를 담고 있는 이 부분을 새로운 연산자
{\displaystyle \rho =\sum _{i}w_{i}|\psi _{i}\rangle \langle \psi _{i}|}
를 정의하면 앞으로 유용하게 사용할 수 있다. 이를 밀도 연산자라 부르기로 하자. 밀도 연산자는 계의 통계적 앙상블에 대한 정보를 담고 있기 때문에 물리적으로 매우 중요하다. 이를 사용하여 A의 기댓값을 쓰면
{\displaystyle \langle A\rangle =\sum _{b'}\langle b'|\rho A|b'\rangle }
즉, 기저 {|b〉}에서 A의 기댓값은 행렬 〈b|ρA|b〉의 대각합임을 알 수 있다. 하지만 연산자의 어느 기저에서의 기댓값은 기저에 무관하므로 다음과 같이 간단히 쓸 수 있다.
{\displaystyle \langle A\rangle =\mathrm {tr} (\rho A)}

### 성질
밀도 연산자는 다음과 같은 성질을 가진다.
- 밀도 연산자는 에르미트 연산자이다.
- 밀도 행렬은 양의 준정부호를 가지고 있다.
- 정규화 조건 : tr(ρ) = 1

## 순수한 앙상블과 섞인 앙상블
순수한 앙상블의 경우, 상태가 섞여있지 않기 때문에 밀도 연산자는 다음과 같이 나타내진다.
{\displaystyle \rho =|\psi \rangle \langle \psi |}
이 경우 밀도 연산자는 다음과 같은 성질을 더 가지게 된다.

### 순수한 앙상블의 성질
- 멱등원 : ρ2 = ρ
- tr(ρ2) = 1

여기서 마지막 성질을 이용해 밀도 연산자의 제곱의 대각합이 1 인지 아닌지 확인하여 밀도 연산자가 나타내는 앙상블이 순수한 앙상블인지 섞인 앙상블인지 구별할 수 있다.

## 밀도 연산자의 시간 변화
밀도 연산자의 시간 변화는 각 상태들의 시간 변화에 따라 변하게 된다. 슈뢰딩거 묘사를 사용하면 시간 t0에서 |ψ〉 에 있던 상태가 시간 t 에서는 슈뢰딩거 방정식에 의해 |ψ,t0;t〉로 변하게 된다. 때문에 t 에서의 밀도 연산자는
{\displaystyle \rho (t)=\sum _{i}w_{i}|\psi _{i},t_{0};t\rangle \langle \psi _{i},t_{0};t|}
로 나타낼 수 있다. 이 밀도 연산자는 다음과 같은 방정식을 만족함을 슈뢰딩거 방정식을 사용하여 알아낼 수 있다.
{\displaystyle i\hbar {\frac {\partial \rho }{\partial t}}=-[\rho ,H]}
여기서 [·,·]는 교환자이다. 위 식은 마치 하이젠베르크 운동방정식과 유사해 보이지만, 부호가 다름을 알 수 있다. 하지만 밀도 연산자는 동역학적 관측가능량이 아니기 때문에 하이젠베르크 운동방정식을 만족할 필요는 없음에 유의하자. 위 방정식은 고전역학적으로는 리우빌 정리와 유사함을 알 수 있다.

## 같이 보기
- 양자도약
- 밀도범함수 이론

## 참고 문헌
- J.J. Sakurai (1994). 《Modern Quantum Mechanics》 Revis판. Addison-Wesley.